# Manneken Pis
Manneken Pis (brabantski "mali mokreći muž"), ponekad i Petit Julien, fontana je s likom dječaka koji mokri. Jedan je od simbola belgijskog glavnog grada Bruxellesa.

## Povijest
61 centimetar visok brončan kip na uglu Rue de l'Etuves i Rue des Grands Carmes izradio je 1619. kipar Hieronimus Duquesnoy. Kip je otuđen nekoliko puta, a sadašnji kip je kopija iz 1965. Original se čuva u Maison du Roi.
Godine 1985. Manneken Pis je s Jeanneke pis dobio i ženski pandan.

## Legende
- Prva legenda kaže[nedostaje izvor] da je u 14. st. grad bio pod opsadom, a kako ga neprijatelji nisu mogli brzo osvojiti htjeli su eksplozivom raznijeti gradske zidine. Dok su provodili svoj plan u djelo, dječak Juliaanske iz Bruxellesa vidio je što rade i čim su napadači pobjegli da ih eksploziv ne ozlijedi, on se pomokrio po gorućem fitilju i spasio grad.
- Druga legenda kaže[nedostaje izvor] da je jedan bogati trgovac izgubio svog malog sina, pa je zamolio druge ljude da mu pomognu pronaći ga. Potraga je ubrzo urodila plodom i pronašli su ga kako u obližnjem vrtu urinira (mokri). U znak zahvalnosti svima onima koji su mu pomogli ga pronaći, trgovac je izgradio dotičnu fontanu.

## Vanjske poveznice
- Virtualni posjet